# Dopravní inženýrství
Dopravní inženýrství je vědní obor a technická disciplína, jejímž cílem je plánovat, organizovat a řídit dopravu. K jeho hlavním činnostem patří sběr a analýza dat o dopravě a dopravní poptávce, prognózování i plánování rozvoje dopravy, návrhy dopravních řešení včetně organizace a řízení provozu, návrhy opatření k zajištění plynulosti a bezpečnosti provozu, dopravní výchova a osvěta, uplatňování nových technologií v dopravě atd. Předmětem oboru jsou dopravní politiky, dopravní průzkumy a prognózy, navrhování a projektování dopravní infrastruktury v kontextu technického řešení i územního plánování, vliv dopravy na bezpečnost a životní prostředí atd.

## Podobné obory
Slovy dopravní inženýr se často označují i:
- Policisté z dopravního inspektorátu, kteří vydávají stanoviska k dopravním stavbám a k dopravnímu značení
- Autorizovaní inženýři v oboru dopravních staveb